# Saint-Agnin-sur-Bion
Saint-Agnin-sur-Bion és un municipi francès situat al departament de la Isèra i a la regió d'Alvèrnia-Roine-Alps. L'any 2007 tenia 775 habitants.

## Demografia

### Població
El 2007 la població de fet de Saint-Agnin-sur-Bion era de 775 persones. Hi havia 284 famílies de les quals 48 eren unipersonals (32 homes vivint sols i 16 dones vivint soles), 100 parelles sense fills, 124 parelles amb fills i 12 famílies monoparentals amb fills.
La població ha evolucionat segons el següent gràfic:
Habitants censats

### Habitatges
El 2007 hi havia 313 habitatges, 289 eren l'habitatge principal de la família, 11 eren segones residències i 13 estaven desocupats. 291 eren cases i 18 eren apartaments. Dels 289 habitatges principals, 252 estaven ocupats pels seus propietaris, 33 estaven llogats i ocupats pels llogaters i 4 estaven cedits a títol gratuït; 1 tenia una cambra, 5 en tenien dues, 23 en tenien tres, 83 en tenien quatre i 177 en tenien cinc o més. 254 habitatges disposaven pel capbaix d'una plaça de pàrquing. A 98 habitatges hi havia un automòbil i a 179 n'hi havia dos o més.

### Piràmide de població
La piràmide de població per edats i sexe el 2009 era:
| Homes | Edats   | Dones |
| ----- | ------- | ----- |
| 0     | 95 o +  | 0     |
| 4     | 90 a 94 | 4     |
| 4     | 85 a 89 | 0     |
| 0     | 80 a 84 | 4     |
| 4     | 75 a 79 | 16    |
| 4     | 70 a 74 | 8     |
| 24    | 65 a 69 | 8     |
| 12    | 60 a 64 | 20    |
| 20    | 55 a 59 | 20    |
| 28    | 50 a 54 | 24    |
| 28    | 45 a 49 | 28    |
| 44    | 40 a 44 | 36    |
| 12    | 35 a 39 | 28    |
| 28    | 30 a 34 | 20    |
| 24    | 25 a 29 | 24    |
| 24    | 20 a 24 | 12    |
| 8     | 15 a 19 | 24    |
| 28    | 10 a 14 | 28    |
| 20    | 5 a 9   | 8     |
| 28    | 0 a 4   | 16    |

## Economia
El 2007 la població en edat de treballar era de 517 persones, 402 eren actives i 115 eren inactives. De les 402 persones actives 386 estaven ocupades (216 homes i 170 dones) i 16 estaven aturades (3 homes i 13 dones). De les 115 persones inactives 52 estaven jubilades, 39 estaven estudiant i 24 estaven classificades com a «altres inactius».

### Ingressos
El 2009 a Saint-Agnin-sur-Bion hi havia 300 unitats fiscals que integraven 828 persones, la mediana anual d'ingressos fiscals per persona era de 20.700 €.

### Activitats econòmiques
Dels 34 establiments que hi havia el 2007, 4 eren d'empreses de fabricació d'altres productes industrials, 14 d'empreses de construcció, 1 d'una empresa de comerç i reparació d'automòbils, 3 d'empreses de transport, 2 d'empreses d'hostatgeria i restauració, 3 d'empreses financeres, 1 d'una empresa immobiliària, 4 d'empreses de serveis, 1 d'una entitat de l'administració pública i 1 d'una empresa classificada com a «altres activitats de serveis».
Dels 14 establiments de servei als particulars que hi havia el 2009, 2 eren establiments de lloguer de cotxes, 5 paletes, 2 guixaires pintors, 2 lampisteries, 1 electricista, 1 restaurant i 1 agència immobiliària.
L'any 2000 a Saint-Agnin-sur-Bion hi havia 27 explotacions agrícoles que ocupaven un total de 410 hectàrees.

## Equipaments sanitaris i escolars
El 2009 hi havia una escola elemental.

## Poblacions més properes
El següent diagrama mostra les poblacions més properes.